# Loitersdorf (Aßling)
Loitersdorf ist ein Gemeindeteil der oberbayerischen Gemeinde Aßling im Landkreis Ebersberg und eine Gemarkung.
Das Kirchdorf liegt vier Kilometer westlich des Kernortes Aßling etwa 60 Höhenmeter über dem Tal der Moosach. Im Osten des Orts entspringt der Schlierbach, ein linker Zufluss der Moosach.
Auf der Gemarkung liegen Loitersdorf, Dorfen, Hainza,  Lorenzenberg, Obereichhofen, Pausmühle, Pfadendorf, Setzermühle, Siglmühle und Untereichhofen. Sie liegt im Nordwesten des Gemeindegebiets von Aßling.

## Geschichte
Die Kirche St. Andreas stammt aus der Zeit um 1200. In Loitersdorf finden sich Reste einer Turmhügelburg des hohen Mittelalters.
Die Gemeinde Loitersdorf entstand mit dem bayerischen Gemeindeedikt von 1818. Am 1. Mai 1978 wurde im Zuge der Gemeindegebietsreform die Gemeinde Loitersdorf mit den Ortschaften Loitersdorf, Dorfen, Hainza, Lorenzenberg, Obereichhofen, Pausmühle, Pfadendorf, Setzermühle, Siglmühle und Untereichhofen in die Gemeinde Aßling eingegliedert.

## Sehenswürdigkeiten
In der Liste der Baudenkmäler in Aßling sind für Loitersdorf drei Baudenkmäler aufgeführt:
- Die katholische Filialkirche St. Andreas aus der Zeit um 1200 ist ein kleiner spätromanischer Putzbau mit eingezogenem quadratischem Chor und massivem Fassadenreiter. Die angefügte Sakristei stammt aus dem Barock.
- Die Votivkapelle (Im Winkel, östlich des Ortes am Waldrand) ist ein verputzter neugotischer Backsteinbau mit eingezogenem Schluss, bezeichnet „1917“.
- Der im Kern aus dem 18. Jahrhundert stammende Einfirsthof (Loitersdorf 23) ist ein zweigeschossiger Flachsatteldachbau mit aufwändiger ländlich-klassizistischer Putzfassade. Der Wirtschaftsteil trägt ein dreizoniges Bundwerk. Veränderungen bezeichnet „1843“.